# Aarne Ervi
Aarne Adrian Ervi (né Aarne Adrian Elers le 19 mai 1910 à Forssa - décédé le 26 septembre 1977 à Helsinki) est un architecte finlandais. 
Il fut l'un des principaux architectes finlandais de la reconstruction post-Seconde Guerre mondiale. Sa principale œuvre, sa cité-jardin de Tapiola, est particulièrement représentative de sa vision de l'architecture, qu'il souhaitait fondue dans la nature.

## Biographie
Après avoir obtenu son diplôme d'architecture de l'Université technologique d'Helsinki en 1935, il commence à travailler pour les bureaux d'architectes de Alvar Aalto et Toivo Paatela, avant de créer son propre cabinet d’architecte en 1938.
Aarne Ervi a réalisé ses ouvrages les plus connus pendant la période de reconstruction suivant la Seconde Guerre mondiale puis dans les années 1950 qui sont celles du développement de l'industrie de la construction moderne en Finlande.
En 1949, Aarne Ervi sera l'un des pionniers en Finlande de l'utilisation d'éléments en béton dans sa construction du bâtiment Porthania de l'Université d'Helsinki .
Aarne Ervi est probablement connu principalement pour sa conception du centre ville de Tapiola après avoir remporté le concours d'architectes de 1954.
Il a aussi conçu ses bâtiments les plus typiques comme sa tour centrale, ses centres commerciaux de Tapiontori et d'Heikintori, et sa piscine.
Il était membre honoraire de l'American Institute of Architects et est Docteur honoris causa de l'Université de Stuttgart.

## Ouvrages

### Naantali
- Centrale hydroélectrique de Naantali (1959–1960)
- Zone résidentielle, Naantali (1959–1960)

### Tapiola
- Plan du centre de Tapiola (1954)[2]
- Tour Mäntytorni (1954)[2]
- Cinéma Tapiola (fi) (1955)

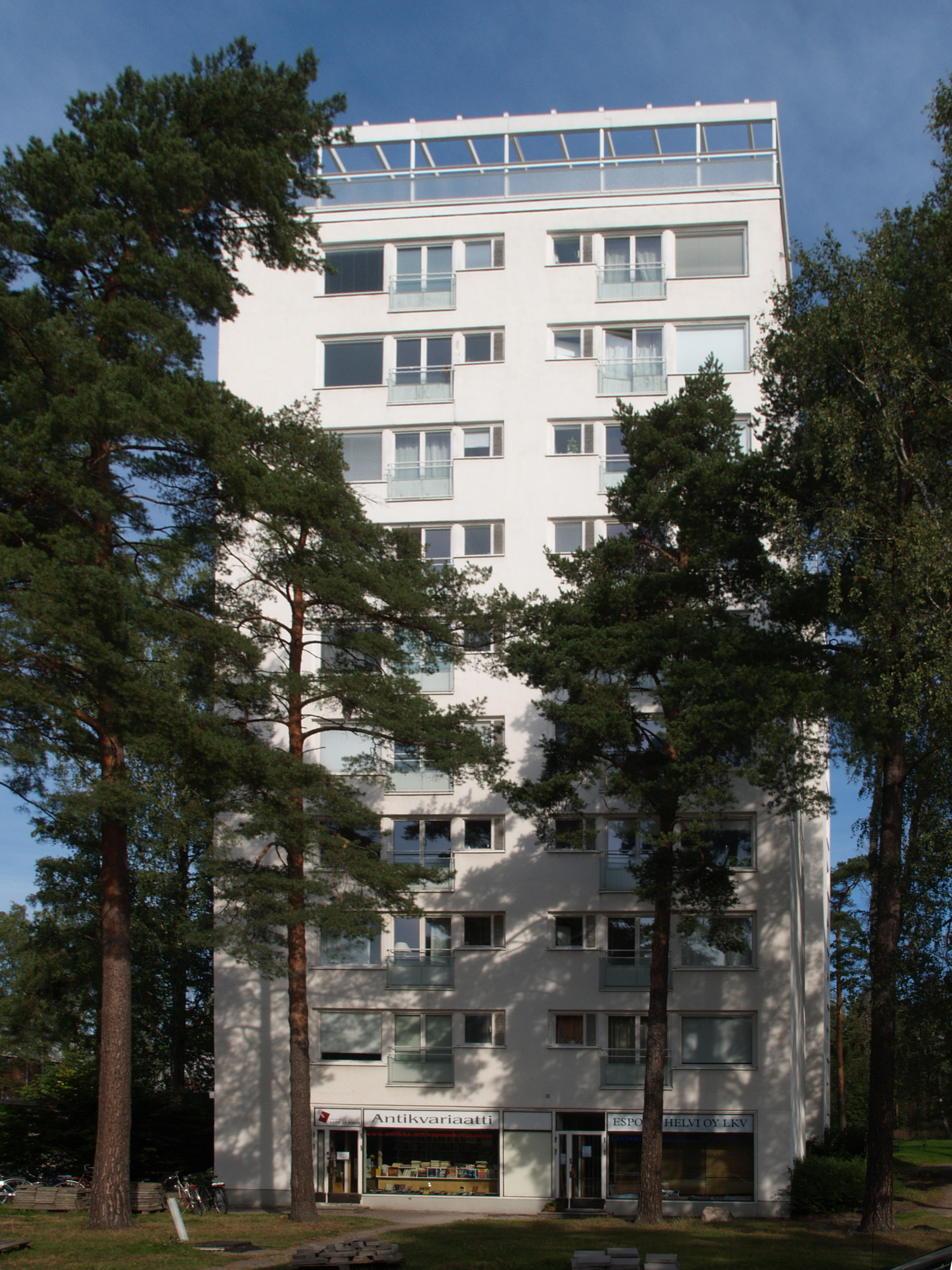
La tour Mäntytorni.

- Centre commercial de Tapiontori (1959–1961)
- Tapiolan keskustorni (1961)[1],[2]
- Piscine centrale de Tapiola (1962)[2]
- Piscine de Tapiola (1965)[1],[2]
- Heikintori, (1968)[1],[2]

### Tampere

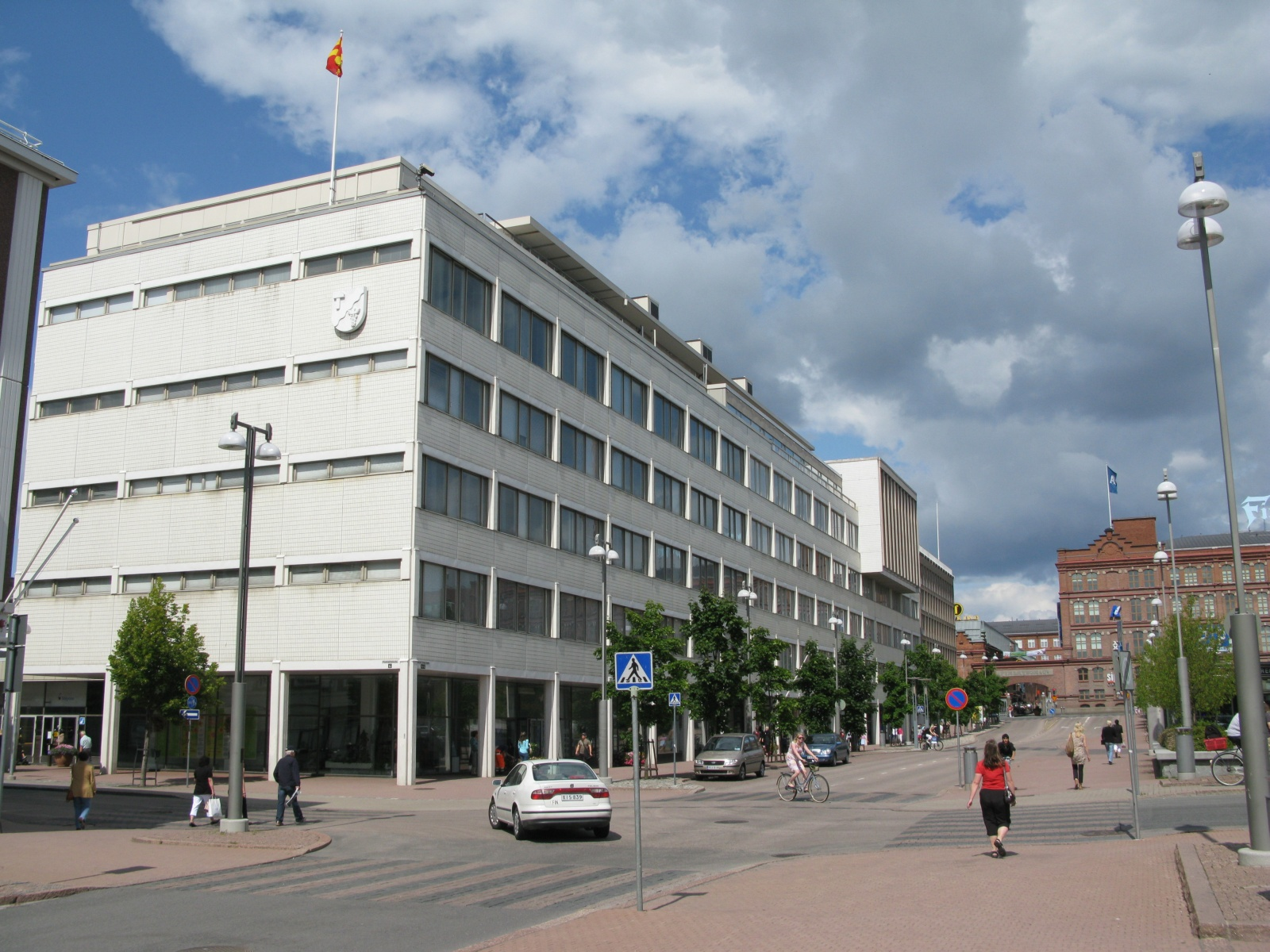
Tampereen keskusvirastotalo

- École de Ristinarkku (fi)[3]
- Lycée de Messukylä (1962)[3]
- Mairie de Tampere[4] (1964–1965)[5]
- Kauppa-Häme (1965)[5]
- Keskusvirastotalo (1967, 1975)[6]

### Oulujoki

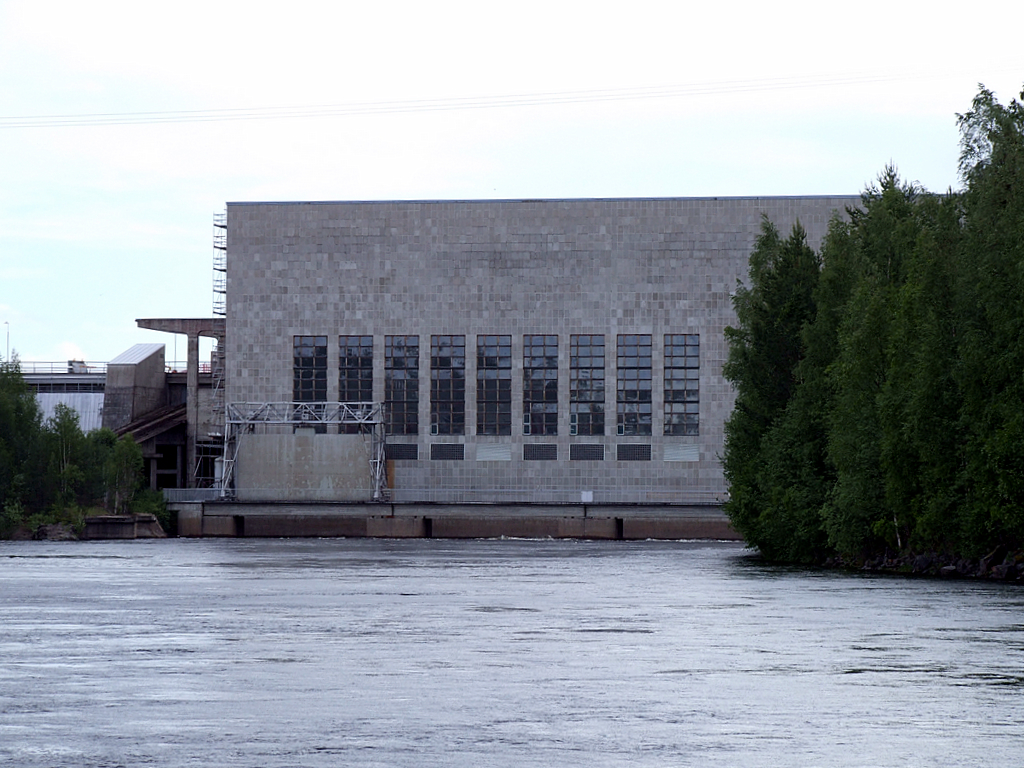
Centrale hydroélectrique de Pälli.

- Centrale hydroélectrique de Pyhäkoski (1942)
- Centrale hydroélectrique de Leppiniemi, Muhos (1951)[7]
- Centrale hydroélectrique de Jylhämä (1946)
- Zone résidentielle, Vaala (1950)[7]
- Centrale hydroélectrique de Nuojua (1946)
- Zone résidentielle, Vaala (1950)[7]
- Centrale hydroélectrique de Pälli (1949)
- Zone résidentielle, Muhos (1954)[7]
- Centrale hydroélectrique de Montta , Muhos (1951)[7]

### Helsinki
- Lauttasaarentie 7 (1939)[1]
- Restaurant Keilaranta (1952)
- Voimatalo (1952)
- Porthania, Yliopistonkatu 3 (1957)[1],[8]
- École de restauration Perho (1957)

- Bibliothèque de Töölö , (1970)[1],[9]

### Autres

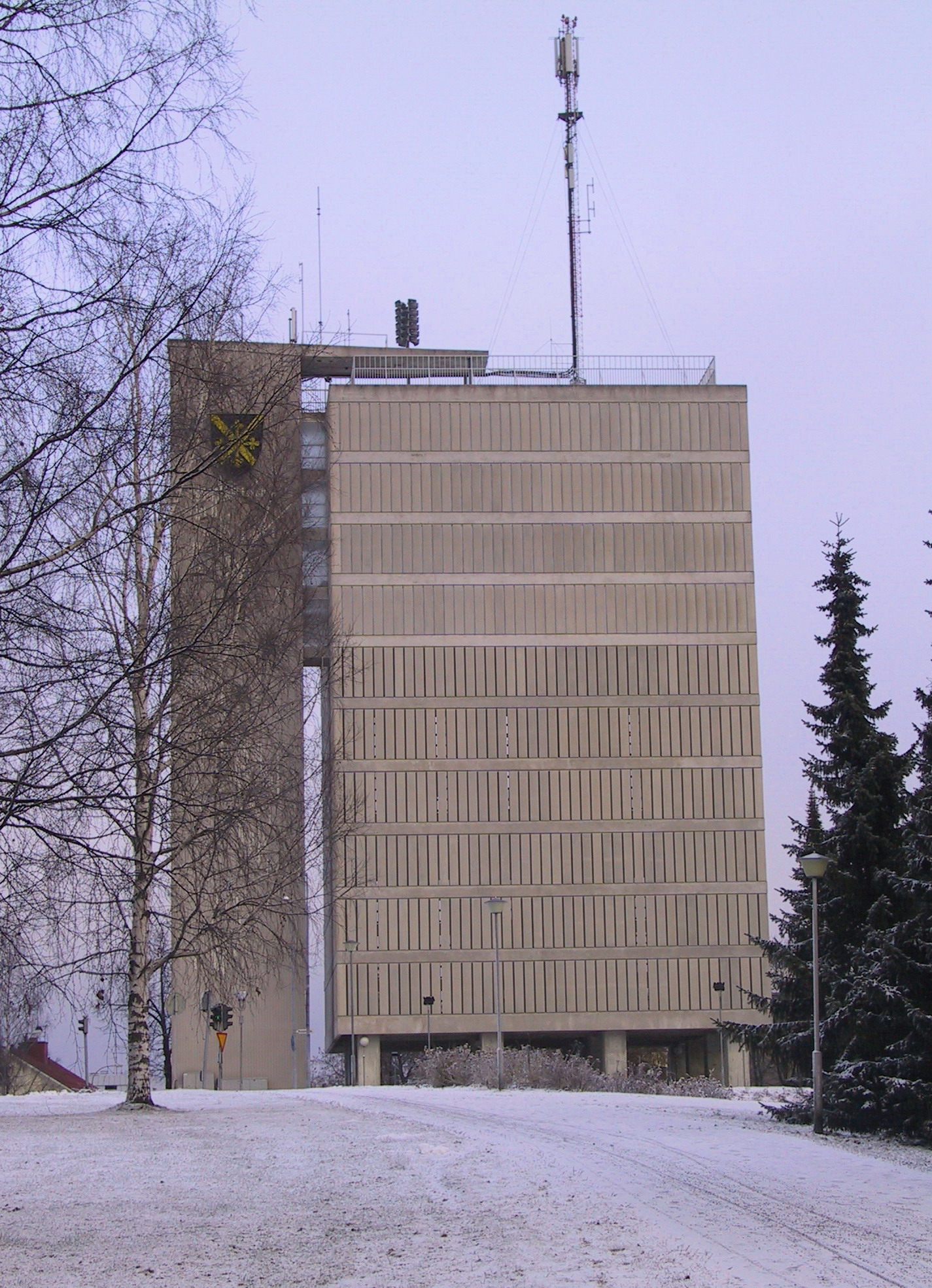
Château d'eau de Pieksämäki.

- Mairie de Kemi (agrandissement) (1967)
- Château d'eau de Pieksämäki (1956)[10]
- Lycée de Lohja (fi) (1954)
- Centre paroissial de Lohja (fi), (1950)[11]
- École de Kiiruu (fi) (1957)
- Usine, Kurikka (1938-1941)
- École de Kurikka (1945 ja 1955)
- Centre commercial de Vantaanpuisto (1967)
- Piscine de Kemi (1967)
- Immeuble Nordea, Oulu (ex. Kansallis-Osake-Pankki) (1962)
- Université de Turku, bâtiments du campus d'Yliopistomäki (1956–1959)[12]

## Galerie

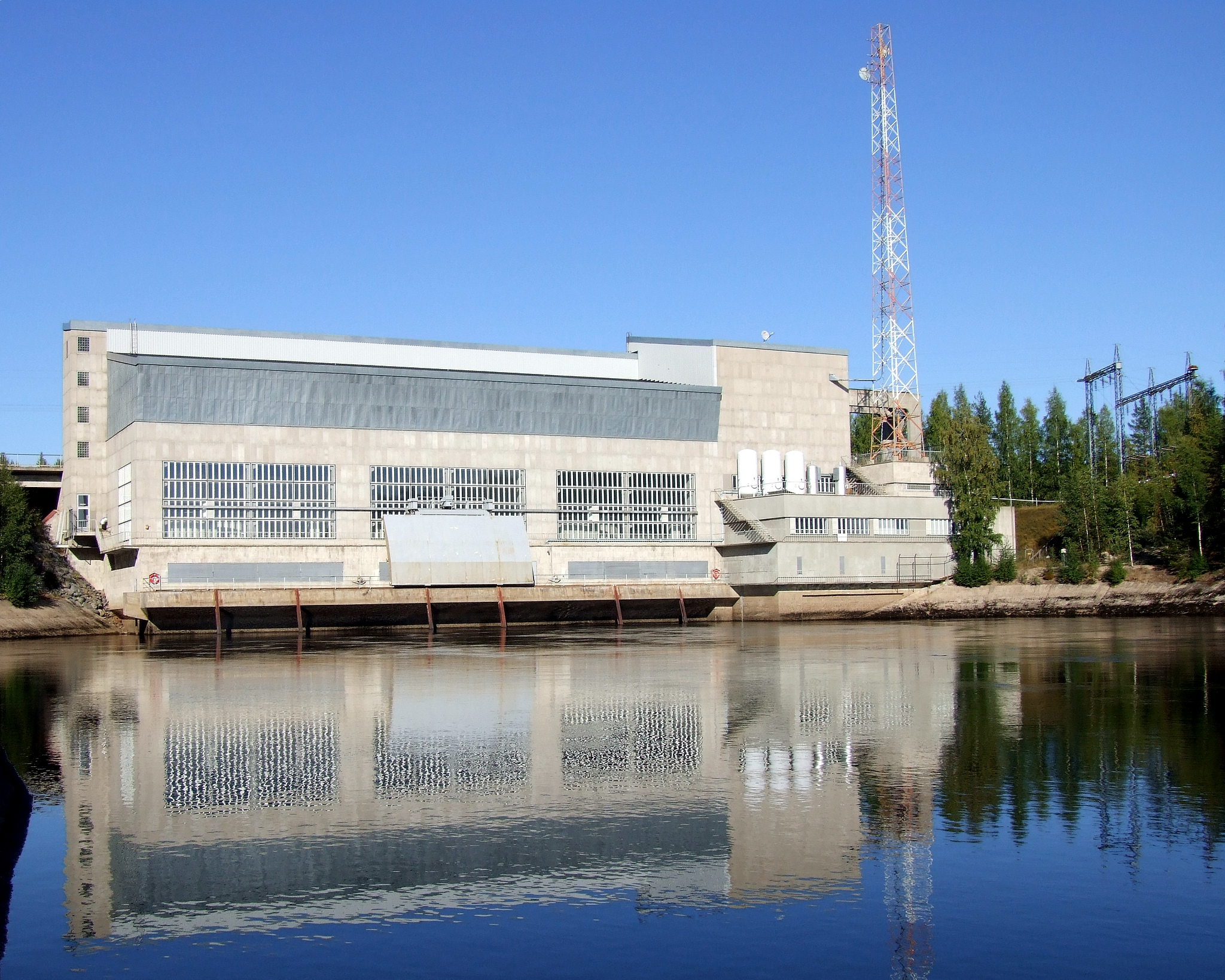
Centrale hydroélectrique de Montta (fi).
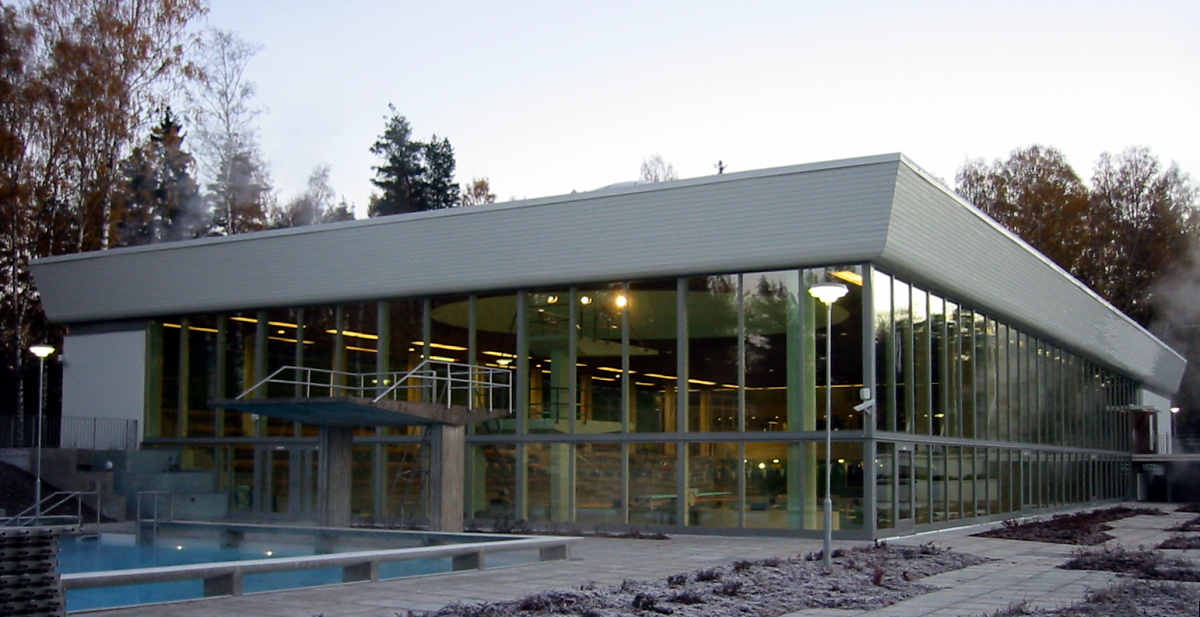
La piscine de Tapiola.
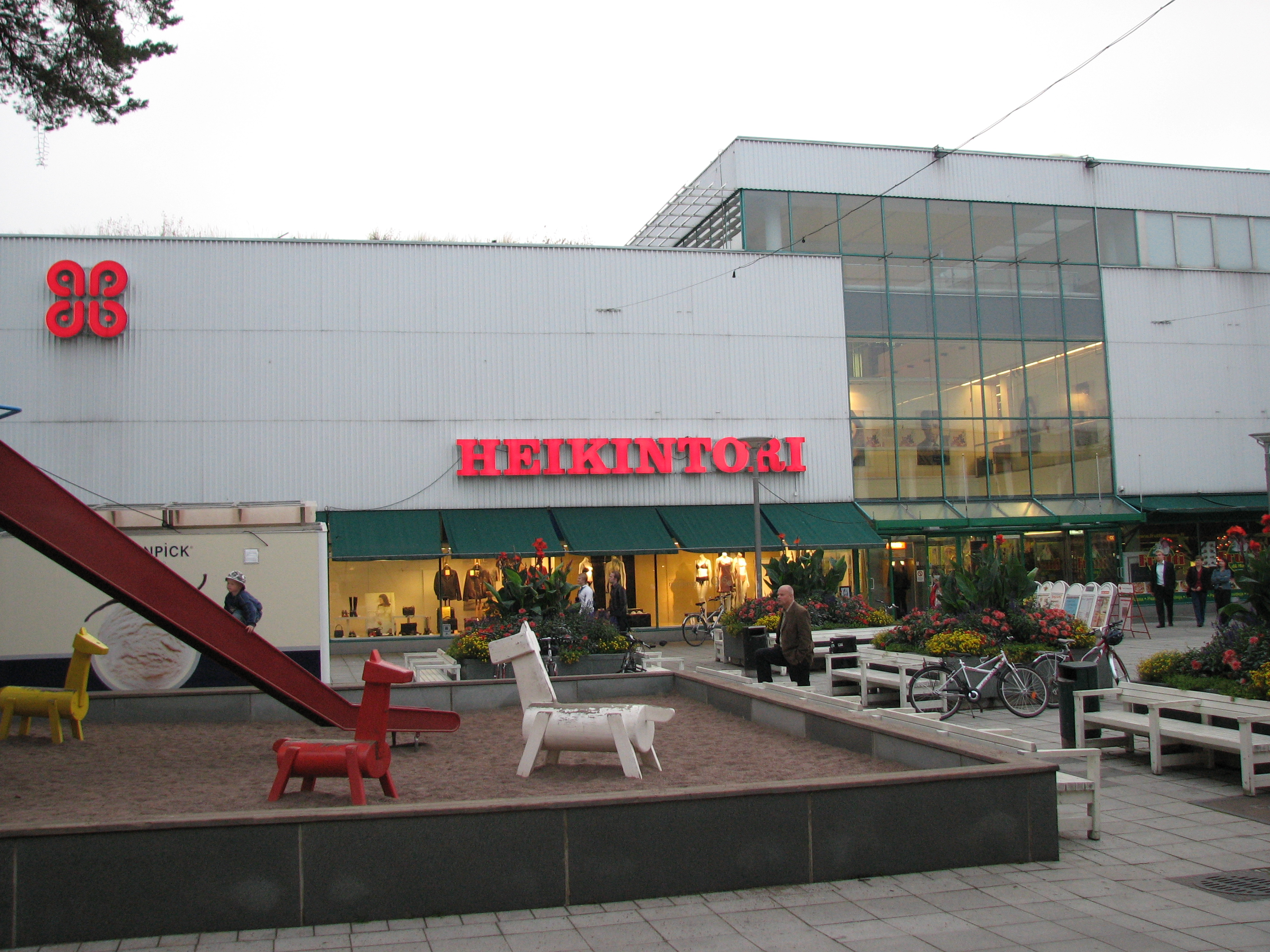
Le centre commercial Heikintori de Tapiola.
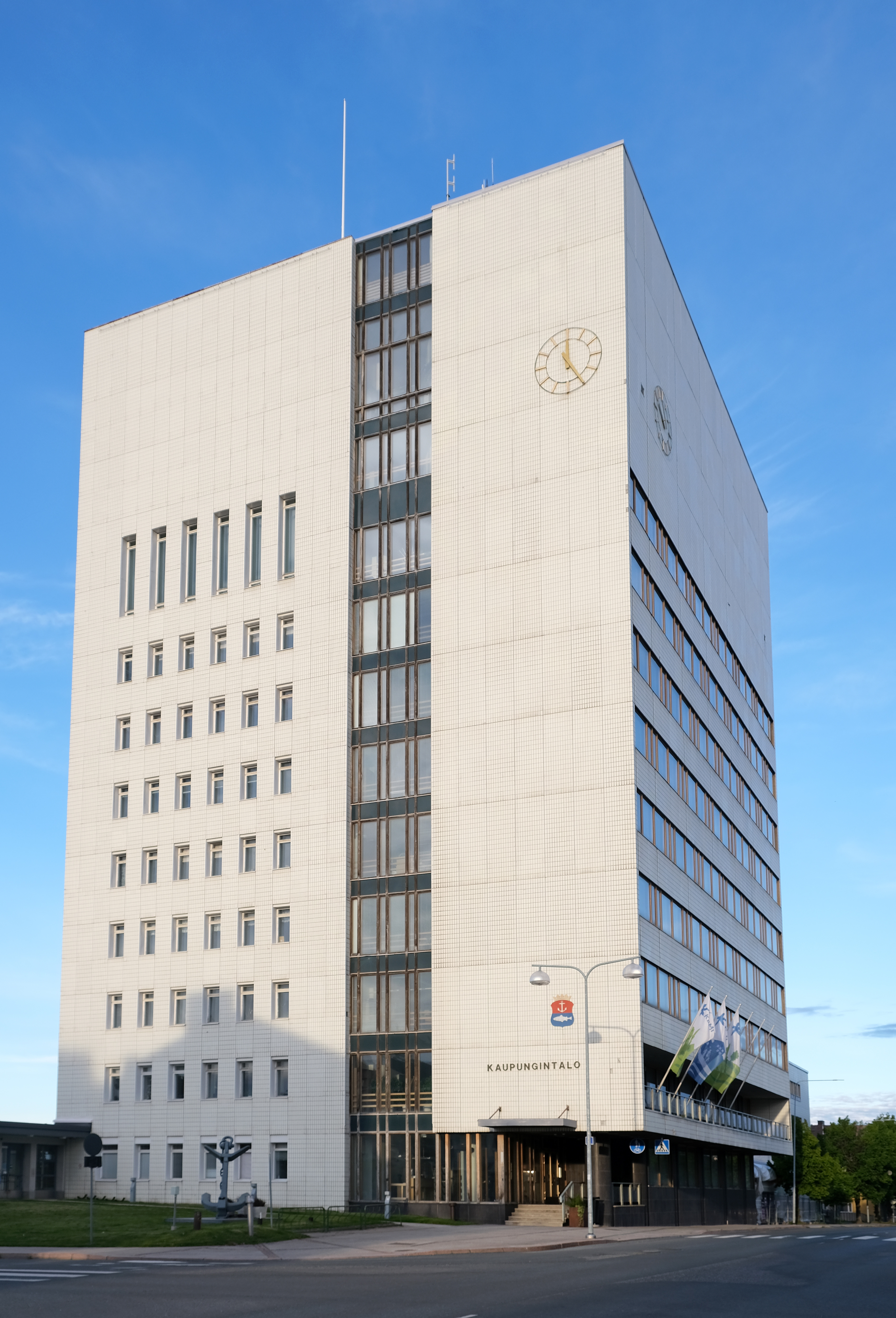
La Mairie de Kemi.
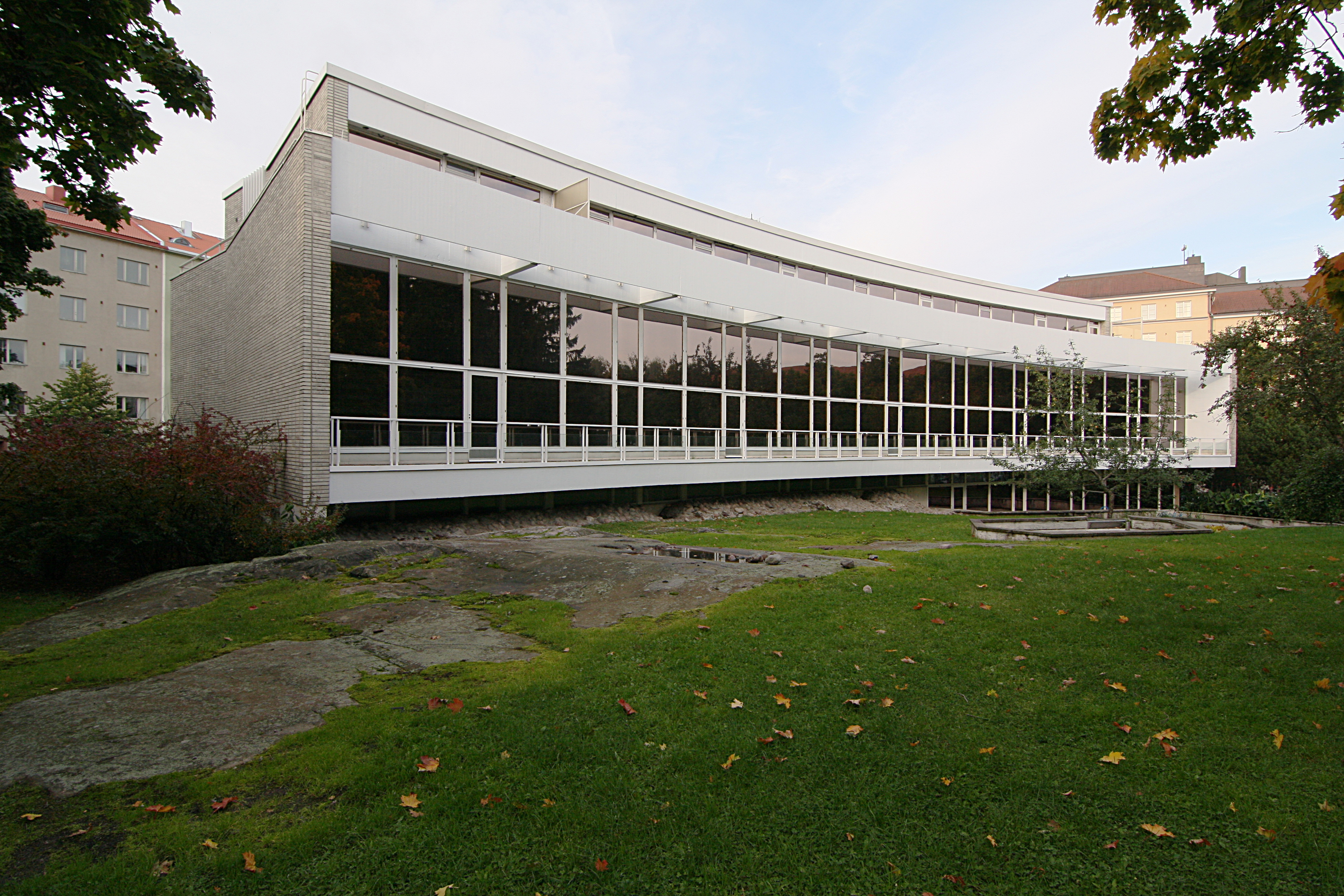
La bibliothèque de Taka-Töölö.
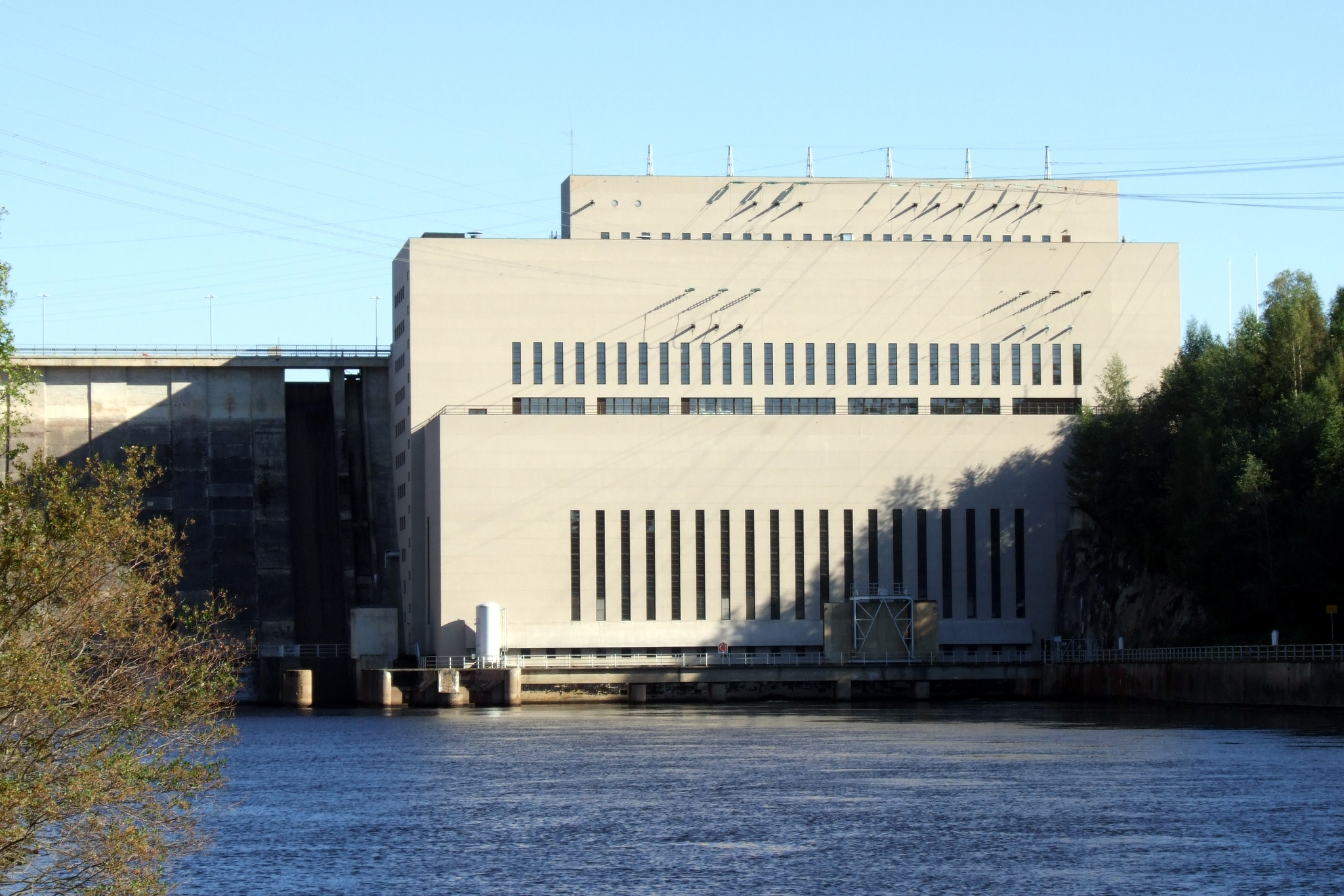
centrale hydroélectrique de Pyhäkoski.
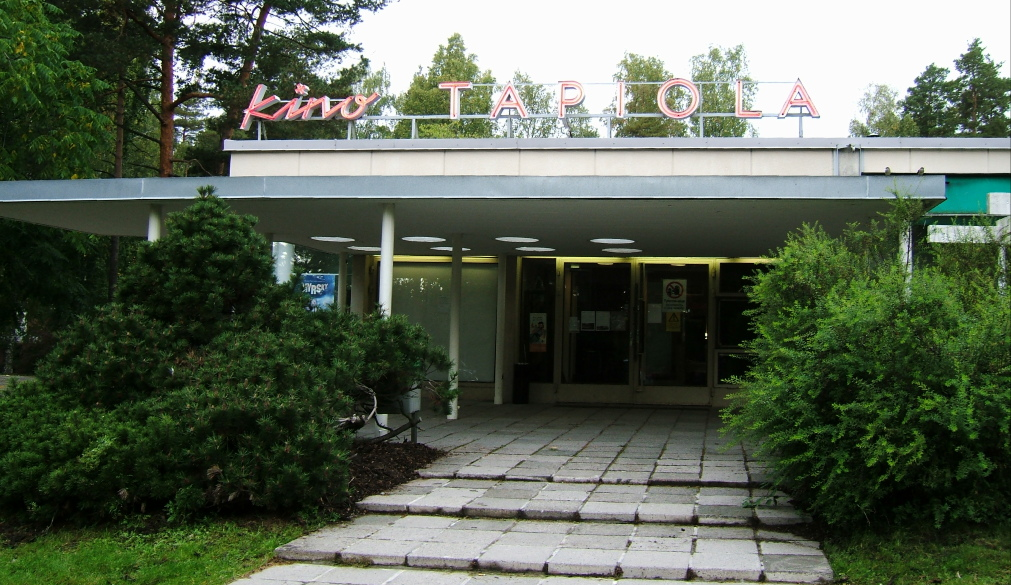
Le Cinéma Tapiola